# Rhipidia (Rhipidia) afra
Rhipidia (Rhipidia) afra is een tweevleugelige uit de familie steltmuggen (Limoniidae). De soort komt voor in het Afrotropisch gebied.